# Stazione di Fontane Bianche
La stazione di Fontane Bianche è una fermata ferroviaria posta al km 326+749 della ferrovia Siracusa-Gela-Canicattì. Serve il centro abitato di Fontane Bianche, frazione del comune di Siracusa. Nel 2020, la stazione di Fontane Bianche è stata inserita tra le nove fermate del treno "Barocco line".

## Storia
La fermata di Fontane Bianche venne attivata il 15 giugno 2008.